# Ильинское (Югское сельское поселение)
Ильинское — село в Череповецком районе Вологодской области.
Входит в состав Югского сельского поселения (с 1 января 2006 года по 8 апреля 2009 года входило в Домозеровское сельское поселение), с точки зрения административно-территориального деления — в Домозеровский сельсовет.
Расстояние по автодороге до районного центра Череповца — 8 км, до центра муниципального образования Нового Домозерова — 20 км. Ближайшие населённые пункты — Малата, Блиново, Новосела.
По переписи 2002 года население — 122 человека (56 мужчин, 66 женщин). Преобладающая национальность — русские (92 %).